# Read My Lips
Read My Lips é o álbum de estreia da artista musical inglesa Sophie Ellis-Bextor, lançado em 27 de agosto de 2001 pela Polydor Records. Após a dissolução do grupo de Britpop Theaudience, em que Ellis-Bextor atuava como vocalista, ela assinou com a Polydor. Antes da conclusão do disco, a cantora colaborou com vários músicos, incluindo o baixista da banda Blur, Alex James, Moby e o vocalista do New Radicals, Gregg Alexander. O disco foi descrito como uma coletânea de música electronica dos anos 1980 e música disco dos anos 70.
A resposta crítica ao Read My Lips foi polarizada, com críticos musicais apontando que seu conteúdo que era, de acordo com muitos, de menor qualidade do que o single "Groovejet (If This Ain't Love)" — a colaboração da cantora com o DJ italiano Spiller. O álbum alcançou o segundo lugar no UK Albums Chart, e desde então foi certificado como Platina Dupla pela British Phonographic Industry (BPI). Ele gerou quatro singles: "Take Me Home", "Murder on the Dancefloor", o single duplo "Get Over You / Move This Mountain" e "Music Gets the Best of Me".

## Antecedentes

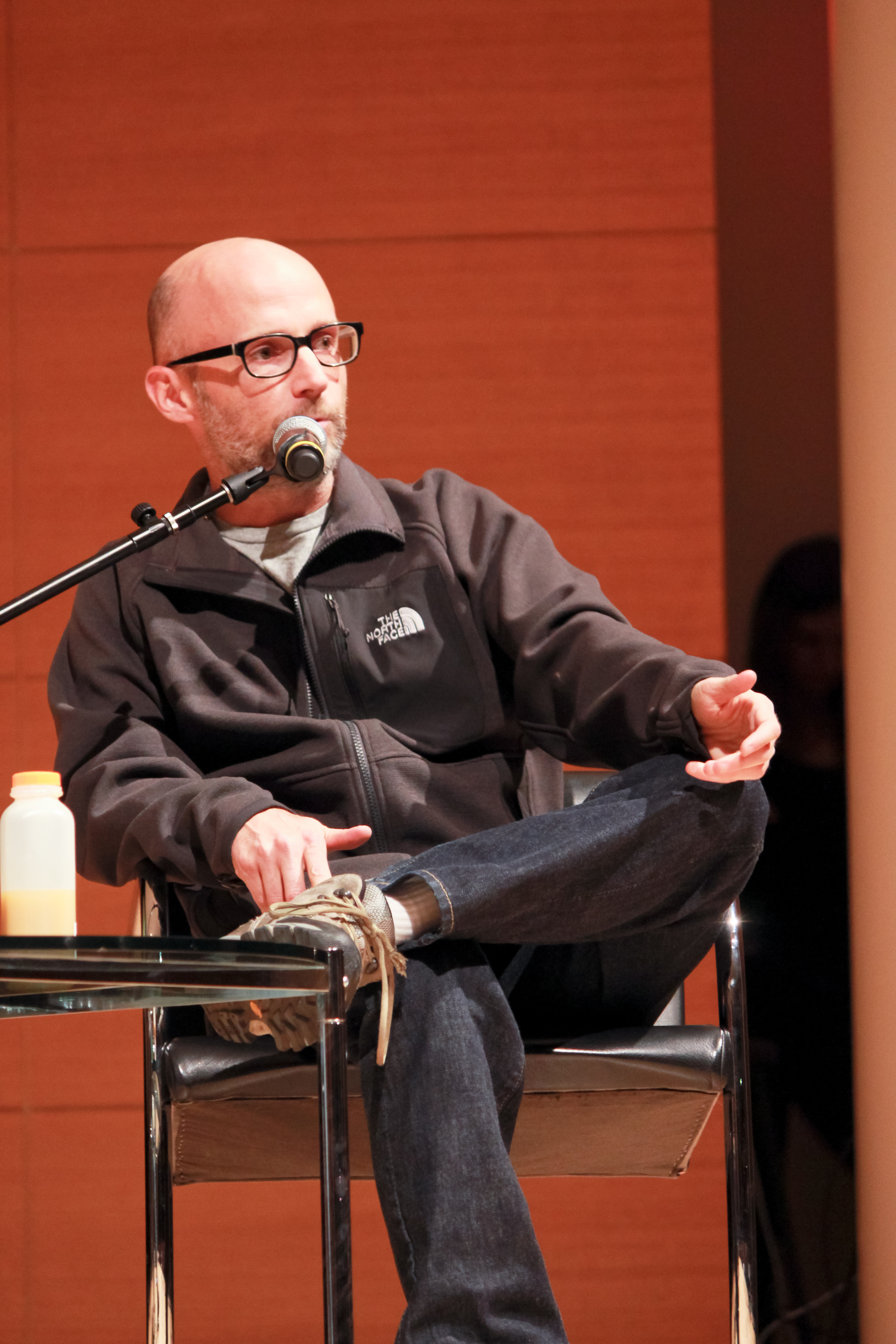
O músico americano Moby (na foto) procurou Ellis-Bextor, para que pudessem trabalhar juntos, devido a sua voz "incrível".

Após a dissolução do grupo de Britpop Theaudience, Ellis-Bextor forneceu os vocais para a música "Groovejet (If This Ain't Love)" do DJ italiano Spiller. A música foi um sucesso comercial, e foi oferecido a Ellis-Bextor assinar com a Polydor. Ela foi contatada pelo diretor Baz Luhrmann, que lhe ofereceu um papel no filme Moulin Rouge!, de 2001, mas a cantora se recusou para se concentrar em sua carreira como artista musical. O sucesso de "Groovejet" também levou o músico americano Moby a notar Ellis-Bextor, e revelou interesse em trabalhar com ela devido a sua voz "incrível", como ele descreveu. Ele instruiu sua gravadora a "rastrear" Ellis-Bextor "por baixo" para que eles pudessem começar a trabalhar assim que Moby terminasse sua turnê. Os dois escreveram cinco músicas em Nova Iorque, que acabaram não entrando para o corte final de Read My Lips. Além disso, ela também gravou com o baixista do Blur, Alex James, bem como com o ex-vocalista do New Radicals, Gregg Alexander, enquanto Damian LeGassick foi recrutado por sua programação e trabalho de teclado.
O título do álbum ("leia meus lábios", em tradução literal) foi escolhido devido ao forte batom que Ellis-Bextor usou para a capa do álbum e para o clipe da música "Take Me Home". A fotografia do álbum foi filmada por Mert Alas.

## Composição
Um álbum "eclético", Read My Lips é uma coleção de música electronica dos anos 1980 e disco dos anos 1970. A faixa de abertura e primeiro single do álbum é uma versão cover da canção "Take Me Home", lançada originalmente pela cantora Cher em 1979, descrita como um "disco groove". Betty Clarke do The Guardian observou que sua voz na música é uma reminiscência de Eliza Doolittle, de Audrey Hepburn (no filme My Fair Lady). "Move This Mountain", co-escrita por Alex James, é uma balada "vibrante" com um sonoridade influenciada pelo trip hop. A faixa seguinte e segundo single, "Murder on the Dancefloor", é uma gravação de dance-pop e música disco, que utiliza baixo e piano em seu instrumental. "Sparkle" tem "batidas aceleradas e teclados igualmente rápidos", enquanto "Final Move" contém "batidas pequenas" e "espiral em electro". Esta última foi considerada uma "versão moderada" de "Murder on the Dancefloor" com "similar sintetizador caleidoscópico". "I Believe" foi descrita como "funky" e "sonoridade ao vivo", enquanto "Leave the Others Alone" envolve "batidas frias" e "teclados grandes e com aceleração máxima". "By Chance" foi particularmente conhecida por mostrar o sotaque de Ellis-Bextor. Relançamento da nova música, "Get Over You" é uma eurodisco "polida" sobre "I Will Survive".

## Singlese divulgação
A divulgação do álbum Read My Lips começou com o lançamento de "Take Me Home", um cover da canção da cantora Cher, que foi lançado em 13 de agosto de 2001. Embora sua produção e a performance vocal de Ellis-Bextor na música tenham sido fortemente criticadas, o single alcançou o número dois na UK Singles Chart. Após o lançamento do álbum, "Murder on the Dancefloor" foi lançada como seu segundo single em 3 de dezembro de 2001. Alcançou as dez maiores posições nas paradas da Austrália, Áustria, Bélgica, Canadá, Dinamarca, França, Hungria, Irlanda, Itália, Holanda, Nova Zelândia, Noruega, Suécia, Suíça e Reino Unido. Um single de lado A duplo incluindo o relançamento da canção "Get Over You" e a faixa original do álbum "Move This Mountain" foi lançada em 10 de junho de 2002, em um conjunto de dois CD singles.
Ellis-Bextor, que anteriormente se sentia desconfortável com a ideia de fazer uma turnê, confirmou uma turnê britânica em janeiro de 2001, que aconteceu de abril a maio. Mais tarde, em julho de 2002, outras datas da turnê foram reveladas para 2003.

### Read My Lips Tour
Read My Lips Tour foi a primeira turnê de Sophie Ellis-Bextor, em apoio a seu álbum de estreia. A partir de janeiro de 2003, a turnê visitou o continente europeu. A partir de 2013, era considerada a maior turnê que Ellis-Bextor já realizou. A turnê Read My Lips é a maior turnê da Ellis-Bextor, com 38 datas e duas etapas.

#### Repertório
1. "Sparkle"
2. "The Universe Is You"
3. "Lover"
4. "A Pessimist Is Never Disappointed"
5. "By Chance"
6. "Final Move"
7. "Is It Any Wonder"
8. "Groovejet (If This Ain't Love)"
9. "Everything Falls Into Place"
10. "Murder on the Dancefloor"
11. "Move This Mountain"

Encore
1. "Get Over You"
2. "Take Me Home (A Girl Like Me)"

#### Datas
| Data                     | Cidade        | País          | Local                       |
| ------------------------ | ------------- | ------------- | --------------------------- |
| Parte Reino Unido (2002) |               |               |                             |
| 23 de abril de 2002      | Warrington    | Reino Unido   | Parr Hall                   |
| 25 de abril de 2002      | Ipswich       | Reino Unido   | Regent Theatre              |
| 26 de abril de 2002      | Norwich       | Reino Unido   | Norwich U.E.A.              |
| 27 de abril de 2002      | Folkestone    | Reino Unido   | Leas Cliff Hall             |
| 29 de abril de 2002      | Basingstoke   | Reino Unido   | The Anvil                   |
| 30 de abril de 2002      | Leicester     | Reino Unido   | Leicester University        |
| 1 de maio de 2002        | Bristol       | Reino Unido   | Colstol Hall                |
| 3 de maio de 2002        | Londres       | Reino Unido   | Shepherd's Bush Empire      |
| 4 de maio de 2002        | Londres       | Reino Unido   | Shepherd's Bush Empire      |
| Parte europeia (2003)    |               |               |                             |
| 17 de janeiro de 2003    | Preston       | Reino Unido   | Preston Guildhall           |
| 19 de janeiro de 2003    | Glasgow       | Escócia       | Glasgow Clyde Auditorium    |
| 23 de janeiro de 2003    | Newcastle     | Reino Unido   | Newcastle City Hall         |
| 24 de janeiro de 2003    | Nottingham    | Reino Unido   | Nottingham Royal Centre     |
| 25 de janeiro de 2003    | Sheffield     | Reino Unido   | Sheffield City Hall         |
| 27 de janeiro de 2003    | Liverpool     | Reino Unido   | Liverpool Royal Court       |
| 28 de janeiro de 2003    | Wolverhampton | Reino Unido   | Wolverhampton Civic Hall    |
| 29 de janeiro de 2003    | Cambridge     | Reino Unido   | Cambridge Corn Exchange     |
| 31 de janeiro de 2003    | Cardiff       | País de Gales | Cardiff International Arena |
| 1 de fevereiro de 2003   | Manchester    | Reino Unido   | Manchester Apollo           |
| 2 de fevereiro de 2003   | Plymouth      | Reino Unido   | Plymouth Pavilions          |
| 4 de fevereiro de 2003   | Brighton      | Reino Unido   | Brighton Centre             |
| 5 de fevereiro de 2003   | Londres       | Reino Unido   | Hammersmith Apollo          |
| 9 de fevereiro de 2003   | Amesterdão    | Países Baixos | Melkweg                     |
| 11 de fevereiro de 2003  | Estocolmo     | Suécia        | Stockholm Nalem             |
| 12 de fevereiro de 2003  | Oslo          | Noruega       | Rockefeller Music Hall      |
| 13 de fevereiro de 2003  | Gdynia        | Polônia       | Ucho Music Club             |
| 14 de fevereiro de 2003  | Aarhus        | Dinamarca     | Aarhus Train                |
| 15 de fevereiro de 2003  | Copenhaga     | Dinamarca     | Copenhagen Amager Bio       |
| 17 de fevereiro de 2003  | Bruxelas      | Bélgica       | Brussels Ancienne Belgique  |
| 18 de fevereiro de 2003  | Cologne       | Alemanha      | Cologne Live Music Hall     |
| 21 de fevereiro de 2003  | Hamburgo      | Alemanha      | Hamburg Grosse Freihett     |
| 22 de fevereiro de 2003  | Berlim        | Alemanha      | Berlin Universal Hall       |
| 24 de fevereiro de 2003  | Darmstadt     | Alemanha      | Darmstadt Central Station   |
| 25 de fevereiro de 2003  | Munique       | Alemanha      | Munich Elserhalle           |
| 26 de fevereiro de 2003  | Zurique       | Suíça         | Zurich Volkshaus            |
| 28 de fevereiro de 2003  | Milão         | Itália        | Milan Propaganda            |
| 1 de março de 2003       | Marselha      | França        | Marseille Theatre du Moulin |
| 2 de março de 2003       | Lyon          | França        | Lyon Transborder            |
| 3 de março de 2003       | Paris         | França        | Paris Elysée Montmartre     |

O show no Shepherd's Bush Empire foi filmado, mais tarde sendo lançado no primeiro álbum de vídeo de Ellis-Bextor, Watch My Lips.

## Recepção crítica
| Críticas profissionais | Críticas profissionais |
| Avaliações da crítica  | Avaliações da crítica  |
| Fonte                  | Avaliação              |
| ---------------------- | ---------------------- |
| AllMusic               | [ 12 ]                 |
| Blue Coupe             | Positiva               |
| Entertainment.ie       | [ 25 ]                 |
| The Guardian           | Negativa               |
| The Independent        | Mista                  |
| Q                      | [ 27 ]                 |
| Yahoo! Music           | [ 28 ]                 |

Toby Manning, da revista Q, citou "Take Me Home" e "Move This Mountain" como os destaques do álbum, mas, no geral, ele achava que o disco não estava de acordo com o padrão estabelecido pela colaboração anterior com Spiller. Ele também descobriu que a sonoridade do álbum e a pronunciação distintiva da entrega vocal de Ellis-Bextor não funcionaram para o efeito complementar. Betty Clarke, do The Guardian, descreveu o álbum como um "pacote sofisticado", mas disse que "há pouco a amar e menos divertido". Kelvin Hayes, da AllMusic, chamou-o de "uma decepcionante estreia da Ellis-Bextor, unindo o sintetizador da Human League com batidas e cordas cinematográficas", mas descreveu "Murder on the Dancefloor" como o "destaque cintilante" do álbum. Um crítico da Entertainment.ie disse que "o material de seu primeiro álbum solo raramente faz justiça à sua distinta voz de superioridade", e disse que "a maioria das músicas soa trabalhada e se movimenta onde deveriam balançar".
Em contraste com os comentários anteriores, Andrew Arora da Blue Coupe teve uma resposta mais positiva para o material. Arora disse que "ele está em algum lugar entre a faculdade do synth-pop do Pet Shop Boys e o álbum Parallel Lines do Blondie", embora tenha alegado que os fãs de "Groovejet (If This Ain't Love)" "não deveriam esperar muito deste álbum, mas produz um som dinâmico de electro-disco que às vezes é análogo ao seu single de sucesso".

## Desempenho comercial
Read My Lips estreou na quarta colocação na UK Albums Chart com vendas de 23,023 mil cópias na primeira semana, com pico 41 semanas depois, no número dois. Em 21 de junho de 2002, recebeu certificação de Platina Dupla pela British Phonographic Industry (BPI). O álbum havia vendido 833,968 mil cópias em janeiro de 2014.

## Lista de faixas
| Edição original |                               |                                            |                                      |         |  |
| N.º             | Título                        | Compositor(es)                             | Produtor(es)                         | Duração |  |
| 1.              | "Take Me Home"                | Sophie Ellis-Bextor Bob Esty Michele Aller | Damian LeGassick Jeremy Wheatley [a] | 4:07    |  |
| 2.              | "Lover"                       | Ellis-Bextor Andy Boyd Ross Newell         | Gary Wilkinson Marco Rakascan [a]    | 3:24    |  |
| 3.              | "Move This Mountain"          | Ellis-Bextor Ben Hillier Alex James        | Hillier James                        | 4:45    |  |
| 4.              | "Murder on the Dancefloor"    | Ellis-Bextor Gregg Alexander               | Matt Rowe Alexander                  | 3:50    |  |
| 5.              | "I Believe"                   | Ellis-Bextor Tommy Danvers Jony Rockstar   | James Hillier Wheatley [a]           | 4:04    |  |
| 6.              | "Leave the Others Alone"      | Ellis-Bextor Boyd Newell                   | Rakascan                             | 4:09    |  |
| 7.              | "By Chance"                   | Ellis-Bextor Rez                           | Rakascan Wheatley [a]                | 4:13    |  |
| 8.              | "The Universe Is You"         | Ellis-Bextor Boyd Newell                   | Rakascan                             | 3:37    |  |
| 9.              | "Is It Any Wonder"            | Ellis-Bextor Richard Hall                  | Hall Rakascan [a]                    | 4:25    |  |
| 10.             | "Everything Falls Into Place" | Ellis-Bextor Boyd Newell                   | Rakascan                             | 3:44    |  |

| Faixas bônus do relançamento da Alemanha |                                                                       |                                                               |         |  |
| N.º                                      | Título                                                                | Compositor(es)                                                | Duração |  |
| 11.                                      | "Groovejet (If This Ain't Love)" (versão de rádio)                    | Spiller Ellis-Bextor Davis Vincent Montana, Jr. Ronnie Walker | 3:43    |  |
| 12.                                      | "Groovejet (If This Ain't Love)" (versão original)                    | Spiller Ellis-Bextor Davis Montana Walker                     | 6:16    |  |
| 13.                                      | "Groovejet (If This Ain't Love)" (BMR's Club Cut)                     | Spiller Ellis-Bextor Davis Montana Walker                     | 6:57    |  |
| 14.                                      | "Groovejet (If This Ain't Love)" (Spiller's Extended Vocal Mix)       | Spiller Ellis-Bextor Davis Montana Walker                     | 7:27    |  |
| 15.                                      | "Groovejet (If This Ain't Love)" (Todd Terry's In House Remix)        | Spiller Ellis-Bextor Davis Montana Walker                     | 6:47    |  |
| 16.                                      | "Groovejet (If This Ain't Love)" (Ray Roc's Trackworks Remix Part II) | Spiller Ellis-Bextor Davis Montana Walker                     | 8:10    |  |

| Edição do Reino Unido |                               |                               |                            |         |  |
| N.º                   | Título                        | Compositor(es)                | Produtor(es)               | Duração |  |
| 1.                    | "Take Me Home"                | Ellis-Bextor Esty Aller       | LeGassick Wheatley [a]     | 4:07    |  |
| 2.                    | "Lover"                       | Ellis-Bextor Boyd Newell      | Wilkinson Rakascan [a]     | 3:24    |  |
| 3.                    | "Move This Mountain"          | Ellis-Bextor Hillier James    | Hillier James              | 4:45    |  |
| 4.                    | "Murder on the Dancefloor"    | Ellis-Bextor Alexander        | Rowe Alexander             | 3:50    |  |
| 5.                    | "Sparkle"                     | Ellis-Bextor Boyd Newell      | Rakascan Wheatley [a]      | 4:31    |  |
| 6.                    | "Final Move"                  | Ellis-Bextor Boyd Newell      | Rakascan                   | 4:44    |  |
| 7.                    | "I Believe"                   | Ellis-Bextor Danvers Rockstar | James Hillier Wheatley [a] | 4:04    |  |
| 8.                    | "Leave the Others Alone"      | Ellis-Bextor Boyd Newell      | Rakascan                   | 4:09    |  |
| 9.                    | "By Chance"                   | Ellis-Bextor Rez              | Rakascan Wheatley [a]      | 4:13    |  |
| 10.                   | "The Universe Is You"         | Ellis-Bextor Boyd Newell      | Rakascan                   | 3:37    |  |
| 11.                   | "Is It Any Wonder"            | Ellis-Bextor Hall             | Hall Rakascan [a]          | 4:25    |  |
| 12.                   | "Everything Falls Into Place" | Ellis-Bextor Boyd Newell      | Rakascan                   | 3:44    |  |

| Relançamento de 2002 |                                                   |                                                                     |                                           |         |  |
| N.º                  | Título                                            | Compositor(es)                                                      | Produtor(es)                              | Duração |  |
| 1.                   | "Murder on the Dancefloor"                        | Ellis-Bextor Alexander                                              | Rowe Alexander                            | 3:50    |  |
| 2.                   | "Take Me Home"                                    | Ellis-Bextor Esty Aller                                             | LeGassick Wheatley [a]                    | 4:07    |  |
| 3.                   | "Lover"                                           | Ellis-Bextor Boyd Newell                                            | Wilkinson Rakascan [a]                    | 3:24    |  |
| 4.                   | "Move This Mountain"                              | Ellis-Bextor Hillier James                                          | Hillier James                             | 4:45    |  |
| 5.                   | "Music Gets the Best of Me"                       | Ellis-Bextor Rowe Alexander                                         | Rowe Alexander Steve Osborne Wheatley [a] | 3:39    |  |
| 6.                   | "The Universe Is You"                             | Ellis-Bextor Boyd Newell                                            | Rakascan                                  | 3:37    |  |
| 7.                   | "I Believe"                                       | Ellis-Bextor Danvers Rockstar                                       | James Hillier Wheatley [a]                | 4:04    |  |
| 8.                   | "Get Over You"                                    | Ellis-Bextor Rob Davis Henrik Korpi Mathias Johansson Nina Woodford | Korpi & Blackcell                         | 3:15    |  |
| 9.                   | "By Chance"                                       | Ellis-Bextor Rez                                                    | Rakascan Wheatley [a]                     | 4:13    |  |
| 10.                  | "Is It Any Wonder"                                | Ellis-Bextor Hall                                                   | Hall Rakascan [a]                         | 4:25    |  |
| 11.                  | "Leave the Others Alone"                          | Ellis-Bextor Boyd Newell                                            | Rakascan                                  | 4:09    |  |
| 12.                  | "Everything Falls Into Place"                     | Ellis-Bextor Boyd Newell                                            | Rakascan                                  | 3:44    |  |
| 13.                  | "Groovejet (If This Ain't Love)" (versão ao vivo) | Spiller Ellis-Bextor Davis Vincent Montana, Jr. Ronnie Walker       | Spiller Wheatley [a]                      | 4:00    |  |

| Faixa bônus da edição brasileira |                                                 |                        |                                   |         |  |
| N.º                              | Título                                          | Compositor(es)         | Produtor(es)                      | Duração |  |
| 14.                              | "Murder on the Dancefloor" (Jewels & Stone Mix) | Ellis-Bextor Alexander | Rowe Alexander Jewels & Stone [a] |         |  |

| Relançamento do Reino Unido |                                                   |                                             |                                     |         |  |
| N.º                         | Título                                            | Compositor(es)                              | Produtor(es)                        | Duração |  |
| 1.                          | "Murder on the Dancefloor"                        | Ellis-Bextor Alexander                      | Rowe Alexander                      | 3:50    |  |
| 2.                          | "Take Me Home"                                    | Ellis-Bextor Esty Aller                     | LeGassick Wheatley [a]              | 4:07    |  |
| 3.                          | "Lover"                                           | Ellis-Bextor Boyd Newell                    | Wilkinson Rakascan [a]              | 3:24    |  |
| 4.                          | "Move This Mountain"                              | Ellis-Bextor Hillier James                  | Hillier James                       | 4:45    |  |
| 5.                          | "Music Gets the Best of Me"                       | Ellis-Bextor Rowe Alexander                 | Rowe Alexander Osborne Wheatley [a] | 3:39    |  |
| 6.                          | "Sparkle"                                         | Ellis-Bextor Boyd Newell                    | Rakascan Wheatley [a]               | 4:31    |  |
| 7.                          | "The Universe Is You"                             | Ellis-Bextor Boyd Newell                    | Rakascan                            | 3:37    |  |
| 8.                          | "I Believe"                                       | Ellis-Bextor Danvers Rockstar               | James Hillier Wheatley [a]          | 4:04    |  |
| 9.                          | "Get Over You"                                    | Ellis-Bextor Davis Korpi Johansson Woodford | Korpi & Blackcell                   | 3:15    |  |
| 10.                         | "By Chance"                                       | Ellis-Bextor Rez                            | Rakascan Wheatley [a]               | 4:13    |  |
| 11.                         | "Is It Any Wonder"                                | Ellis-Bextor Hall                           | Hall Rakascan [a]                   | 4:25    |  |
| 12.                         | "Leave the Others Alone"                          | Ellis-Bextor Boyd Newell                    | Rakascan                            | 4:09    |  |
| 13.                         | "Final Move"                                      | Ellis-Bextor Boyd Newell                    | Rakascan                            | 4:44    |  |
| 14.                         | "Everything Falls Into Place"                     | Ellis-Bextor Boyd Newell                    | Rakascan                            | 3:44    |  |
| 15.                         | "Groovejet (If This Ain't Love)" (versão ao vivo) | Spiller Ellis-Bextor Davis Montana Walker   | Spiller Wheatley [a]                | 4:00    |  |

Notas
- ↑a  significa um produtor adicional

## Créditos
| - Sophie Ellis-Bextor – vocais - Matt Rowe – produção - Gregg Alexander – produção - Damian LeGassick – produção, programação, teclados, guitarra - Gary Wilkinson – produção - Ben Hillier – produção, programação, piano, baterias - Alex James – produção, guitarra baixa, guitarra - Steve Osborne – produção - Marko Rakascan – produção, gravação, programação, engenharia, guitarras, mixagem - Henri Korpi – produção, arranjo, teclados, programação - Blackcell – produção, arranjo - R. Hall – produção, gravação - Jeremy Wheatley – produção adicional, mixagem, remixagem - Yoad Nevo – programação, guitarras, percussão, teclados, programação de bateria - Guy Pratt – guitarra baixa - John Themis – guitarras - Rosie Wetter – arranjo de cordas | - Nick Franglen – programação - Bacon & Quarmby – gravação - Jake Davies – engenharia de mixagem, programação adicional, design de som - Ross Newell – guitarras, teclados, bateria - Juliet Roberts – vocais de apoio - Sylvia Mason-James – vocais de apoio - Saphena Aziz – vocais de apoio - Jennifer John – vocais de apoio - Darren Nash – assistente de engenharia - Stefan Skarbek – programação - Rik Simpson – engenharia - Aidan Love – programação, arranjo - Andrea Wright – assistente de engenharia - Niklas Flyckt – mixagem - Gordon Elmquist – assistente de engenharia - Nina Woodford – vocais de apoio - Emma Holmgren – vocais de apoio - Mathias Johansson – guitarra, bateria, teclados, programação - Ben Thacker – engenharia |

## Desempenho nas tabelas musicais
| Tabela musical (2001–03)                   | Melhor posição |
| ------------------------------------------ | -------------- |
| Alemanha (Offizielle Top 100 Albums)       | 10             |
| Austrália (ARIA Albums)                    | 9              |
| Austrália (ARIA Dance Albums)              | 2              |
| Áustria (Ö3 Austria)                       | 18             |
| Bélgica (Ultratop da Valônia)              | 40             |
| Dinamarca (Hitlisten Albums)               | 35             |
| Escócia (OCC Albums)                       | 2              |
| Europa (Music & Media Albums)              | 6              |
| Finlândia (Suomen virallinen lista Albums) | 18             |
| França (SNEP Albums)                       | 33             |
| Irlanda (IRMA Albums)                      | 13             |
| Noruega (VG-lista Albums)                  | 7              |
| Nova Zelândia (RMNZ)                       | 9              |
| Países Baixos (Album Top 100)              | 10             |
| Reino Unido (OCC Albums)                   | 2              |
| Suécia (Sverigetopplistan Albums)          | 53             |
| Suíça (Schweizer Hitparade Albums)         | 26             |

| Tabela musical (2001)    | Posição |
| ------------------------ | ------- |
| Reino Unido (OCC Albums) | 76      |

| Tabela musical (2002)                | Posição |
| ------------------------------------ | ------- |
| Alemanha (Offizielle Top 100 Albums) | 84      |
| Austrália (ARIA Albums)              | 41      |
| Austrália (ARIA Dance Albums)        | 5       |
| Europa (Music & Media Albums)        | 40      |
| Nova Zelândia (RMNZ Albums)          | 20      |
| Países Baixos (Album Top 100 Albums) | 79      |
| Reino Unido (OCC Albums)             | 28      |

| Região                   | Certificação | Unidades / vendas |
| ------------------------ | ------------ | ----------------- |
| Austrália (ARIA)         | Platina      | 70,000            |
| França (SNEP)            | Ouro         | 100,000           |
| Nova Zelândia (RMNZ)     | Platina      | 15,000            |
| Reino Unido (BPI)        | 2× Platina   | 833,968           |
| Suíça (IFPI Switzerland) | Ouro         | 20,000            |
| Resumo                   |              |                   |
| Europa (IFPI)            | Platina      | 1,000,000         |